# Campeonato Paranaense de Futebol de 1984
O Campeonato Paranaense de 1984 foi a 70.ª edição do campeonato estadual do Paraná, contou com doze equipes, e teve a volta do vermelhinho Atlético Clube Paranavaí, nesta temporada a formula do campeonato se tornou mais simples, e o Esporte Clube Pinheiros (Paraná), se tornou campeão paranaense pela segunda oportunidade, a primeira foi em 1967, mas, ainda com o nome de Agua Verde, o clube que ainda conquistaria outro paranaense antes de sua última fusão, e duas temporadas anteriores estava disputando a segunda divisão, o feito veio no dia 5 de dezembro, após a vitória sobre o Clube Atlético Paranaense por (2x0), o vice-campeão foi o Coritiba, que ainda teve o artilheiro da competição, Indio com 15 gols.
A média de público deste campeonato ficou em 2.925 pagantes.

## Participantes
| Equipe                          | Cidade       | Região                            | No ano anterior                                                       | Estádio                                | Capacidade | Títulos             | Participações |
| ------------------------------- | ------------ | --------------------------------- | --------------------------------------------------------------------- | -------------------------------------- | ---------- | ------------------- | ------------- |
| Coritiba Foot Ball Club         | Curitiba     | Região Metropolitana de Curitiba  | Vice Campeão                                                          | Estádio Major Antônio Couto Pereira    | 38.000     | 27 (último em 1979) | 61            |
| Clube Atlético Paranaense       | Curitiba     | Região Metropolitana de Curitiba  | Campeão                                                               | Estádio Joaquim Américo                | --         | 13 (último em 1983) | 51            |
| Londrina Esporte Clube          | Londrina     | Microrregião de Londrina          | Terceiro Lugar                                                        | Estádio do Café                        | 36.000     | 2 (1962, 1981 )     | 14            |
| União Bandeirante Futebol Clube | Bandeirantes | Microrregião de Cornélio Procópio | Quarto Lugar                                                          | Estádio Comendador Luís Meneghel       | 10.000     | 0 (não possui)      | 19            |
| Colorado Esporte Clube          | Curitiba     | Região Metropolitana de Curitiba  | Quinto Lugar                                                          | Estádio Durival Britto e Silva         | 17.000     | 1 (1980)            | 13            |
| Grêmio de Esportes Maringá      | Maringá      | Microrregião de Maringá           | Sétimo Lugar                                                          | Estádio Willie Davids                  | 21.600     | 3 (1963,1964,1977)  | 22            |
| Sociedade Esportiva Matsubara   | Cambará      | Microrregião de Jacarezinho       | Décimo Primeiro Lugar                                                 | Estádio Gustavo Nunes Diniz            | --         | 0 (não possui)      | 8             |
| Toledo Futebol Clube            | Toledo       | Microrregião de Toledo            | Oitavo Lugar                                                          | Estádio 14 de Dezembro                 | 15.280     | 0 (não possui)      | 6             |
| Cascavel Esporte Clube          | Cascavel     | Microrregião de Cascavel          | Décimo Lugar                                                          | Ninho da Cobra                         | --         | 1 (1980)            | 5             |
| Pato Branco Esporte Clube       | Pato Branco  | Microrregião de Pato Branco       | Nono Lugar                                                            | Estádio Os Pioneiros                   | 1.500      | 0 (não possui)      | 4             |
| Pinheiros                       | Curitiba     | Região Metropolitana de Curitiba  | Sexto Lugar                                                           | Estádio Érton Coelho de Queiroz        | 10.000     | 0 (não possui)      | 11            |
| Atlético Clube Paranavaí        | Paranavaí    | Microrregião de Paranavaí         | Campeão do Campeonato Paranaense de Futebol de 1983 - Segunda Divisão | Estádio Municipal Dr. Waldemiro Wagner | 25.000     | 0 (não possui)      | 19            |

## Classificação
- 1º Esporte Clube Pinheiros (Paraná)
- 2º Coritiba Foot Ball Club
- 3º Colorado Esporte Clube
- 4º Clube Atlético Paranaense
- 5º União Bandeirante Futebol Clube
- 6º Grêmio Maringá
- 7º Londrina Esporte Clube
- 8º Pato Branco Esporte Clube
- 9º Cascavel Esporte Clube
- 10º Toledo Futebol Clube
- 11º Sociedade Esportiva Matsubara
- 12º Atlético Clube Paranavaí

## Regulamento
O Campeonato de 1984, foi dividido em três turnos, todos contra todos, o primeiro melhor de cada turno, saindo três classificados, e o outro time de melhor campanha, classificariam para o Quadrangular Final, de ida e volta para definir o campeão estadual.

## Campeão
| Campeão Paranaense de 1984        |
| --------------------------------- |
| Esporte Clube Pinheiros 1° Título |